# Grand dictionnaire de cuisine
Pour les articles homonymes, voir Dictionnaire (homonymie) et Cuisine.
Le Grand dictionnaire de cuisine, d'Alexandre Dumas (père), est un dictionnaire culinaire monumental « à la gloire de la bonne chère » de l'histoire de la cuisine française, édité en 1873 par Alphonse Lemerre,,.

## Histoire
Petit-fils d'aubergiste (et maître d'hôtel du duc d'Orléans), fin cuisinier pour lui même et ses nombreux amis, organisateur de fêtes et de repas somptueux, ami de nombreux grands chefs-cuisiniers de son temps, Alexandre Dumas (1802-1870) est un des plus fins gourmets épicuriens de son temps « Alexandre Dumas partageait son temps, comme d'habitude, entre la littérature et la cuisine. ». Ce dictionnaire s’inscrit entre autres dans la suite des travaux de gastronomie d'Alexandre Balthazar Laurent Grimod de La Reynière (Almanach des Gourmands, de 1803) ou de Jean Anthelme Brillat-Savarin (Physiologie du goût, de 1825).

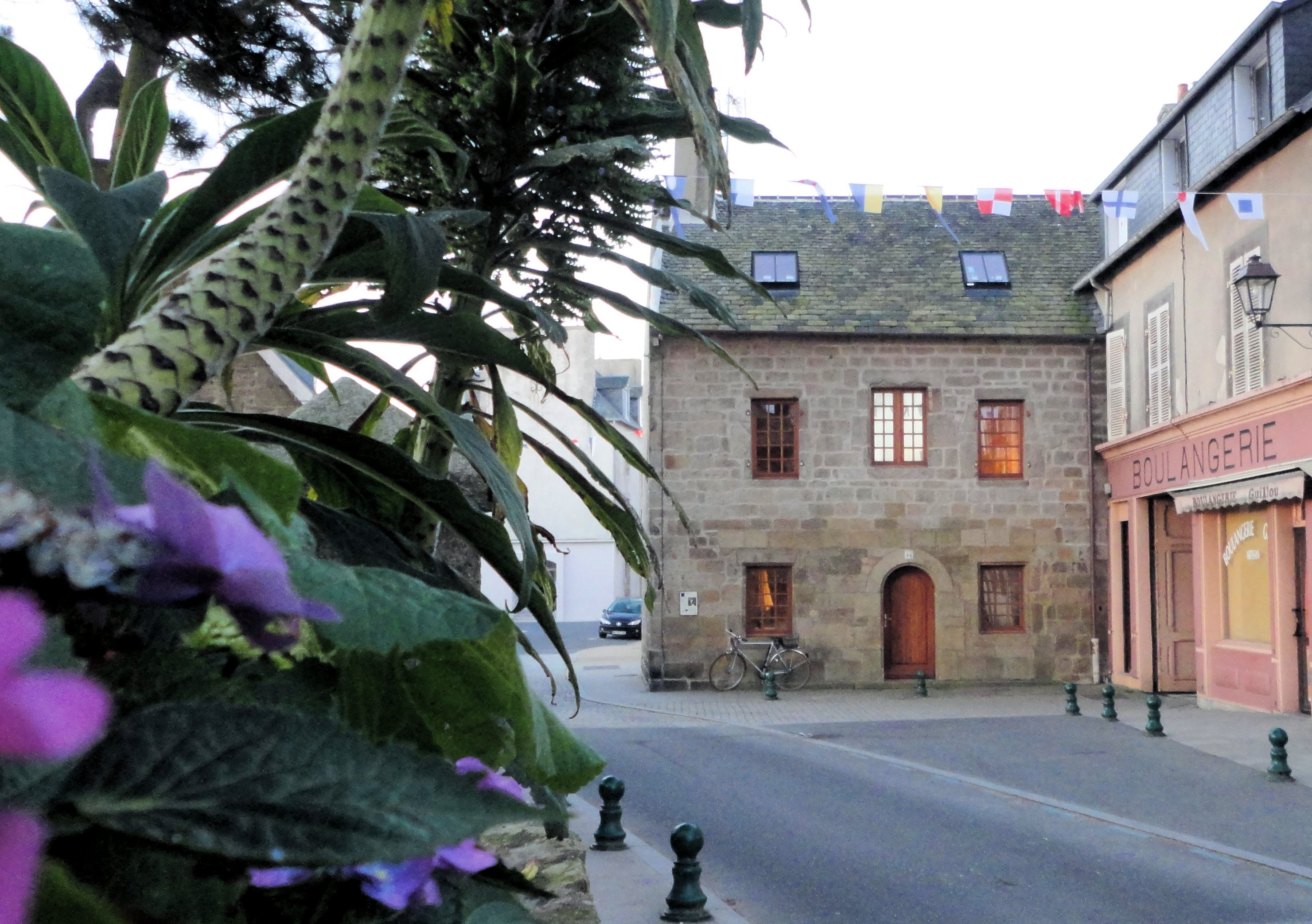
Maison d'Alexandre Dumas de Roscoff dans Finistère en Bretagne, où il rédige en 1869 son Grand dictionnaire de cuisine.

Alexandre Dumas se retire avec sa cuisinière Marie, dans sa maison de bord de mer de Roscoff dans Finistère en Bretagne, pour rédiger en 1869, à l'âge de 67 ans, durant la dernière année de sa vie, cet ultime ouvrage de son œuvre littéraire monumentale « Je veux clore mon œuvre de cinq cents volumes par un livre de cuisine ». 
Ce grand dictionnaire monumental est rédigé « à la gloire de la bonne chère » de l'histoire de la cuisine française, avec quelque 3000 recettes de l’histoire du bien manger de la cuisine française du XIXème siècle, qu'il assure avoir toutes expérimentées au cours de sa vie, avec tous les éléments inhérents à la cuisine de son temps : histoire de la cuisine depuis l'Antiquité, plats, aliments, ingrédients, aromates, condiments, gibiers, boissons, modes de cuisson, techniques culinaires, instruments culinaires, métiers de bouche et grands noms de la cuisine française… Ses définitions sont truffées de commentaires et d'anecdotes des riches souvenirs de sa vie, ou de son imaginaire de romancier, rédigées avec son style littéraire romanesque, issues de son œuvre littéraire ou de ses nombreux voyages dans le monde « J'ai de par le monde, trois ou quatre grands cuisiniers de mes amis, que je me ménage pour collaborateurs dans un grand ouvrage sur la cuisine, lequel ouvrage sera l'oreiller de ma vieillesse ». 
Il remet le manuscrit à son éditeur Alphonse Lemerre en mars 1870, l'année de sa disparition. Ce dernier en confie la direction éditoriale à ses collaborateurs Jules Janin, Leconte de Lisle, Anatole France et au chef-cuisinier Denis-Joseph Vuillemot. Retardé par la guerre franco-allemande de 1870, l’ouvrage paraît à titre posthume en 1873, trois ans après la disparation de Dumas. Alphonse Lemerre publie en 1882 le Petit Dictionnaire de cuisine, version condensée constituée uniquement de recettes du précédent. 

## Versions
- 1873 : Grand Dictionnaire de cuisine, 1re édition, éditée par Alphonse Lemerre à Paris, avec plus de 3 000 recettes commentées.
- 1877 : Propos d’art et de cuisine, recueil de textes qu'Alexandre Dumas a publiés dans plusieurs journaux (Le Pays, La Presse, Le Mousquetaire, Le Monte-Cristo) entre 1853 et 1858.
- 1882 : Petit Dictionnaire de cuisine, publié par Alphonse Lemerre, version condensée constituée uniquement de recettes de la 1re édition.
- 1960 : Mon dictionnaire de cuisine, version abrégée qui réintègre une grande partie des anecdotes biographiques, références historiques et récits de voyage de la version originale.

Les versions originales de ce Grand dictionnaire de cuisine sont à ce jour des collectors rares et très recherchés par les amateurs.

## Recettes
L’édition originale (1873) contient plus de 3 000 recettes.
Une recette originale « Paon rôti à la crème aigre » y est décrite avec son contexte. Ce plat aurait été offert à Alexandre Dumas par les villageois de La Garde-Freinet lors de son passage en calèche pour se rendre à Saint-Tropez pour l'inauguration de la statue en bronze du vice-amiral Bailli de Suffren le 4 avril 1866. Il y indique d'ailleurs que « les vins de Saint-Tropez ont besoin de vieillir ».